# Exploració entrellaçada

En el vídeo entrellaçat, la imatge es forma a base de dues mitges imatges

L'exploració entrellaçada (interlaced scanning) és un mètode d'adquisició d'imatge inventada per Randall C. Ballard, enginyer de la Radio Corporation of America, l'any 1932.
Consisteix en la divisió d'un fotograma de video en dues meitats o camps, separant les línies horitzontals en senars i parells, que formen, en cada fotograma, camp A i el camp A'. L'objectiu d'aquesta exploració és eliminar el flickering (parpelleig) mostrant 50 imatges per segon a partir d'un senyal original de 25 imatges per segon.

Aquest tipus d'exploració s'utilitza en els sistemes de transmissió de senyals de televisió analògica que, segons el seu nombre de línies i la seva freqüència de imatge, es divideixen en:
- PAL/SECAM: 25 imatges/segon i 625 línies/imatge.
- NTSC: 30 imatges/segon i 525 línies/imatge.

## Breu història
L'entrellaçat és una tècnica de millora de la qualitat de la imatge d'un senyal de vídeo especialment en dispositius CRT, sense consumir amplada de banda extra. L'entrellaçat fou inventat per un enginyer de la Randall C. Ballard (RCA) l'any 1932. Fins a la dècada dels 70 aquesta tècnica va estar limitada a la televisió, posteriorment s'expandiria en l'ús de les pantalles dels ordinadors, tanmateix, la creixent demanda dels requeriments dels usuaris quant a definició i l'aparició de les pantalles LCD marginaren el seu ús en els darrers temps, quedant desplaçat en part per l'escaneig progressiu.
L'exploració entrellaçada (2:1), es va implantar en la televisió analògica per a reduir l'amplada de banda, que és de 4.2 MHZ en el sistema de TV NTSC.

## Principi i Descripció

### Principi
Com moltes altres tècniques, l'exploració entrellaçada es basa en les limitacions del sistema visual humà. L'ull humà percep moviment a partir d'una freqüència de reproducció de 12 fotogrames/segon, però a freqüències tan baixes, a la pantalla s'aprecia parpelleig (flickering) a causa de les limitacions de la resolució temporal de l'ull.
La resolució temporal de l'ull ve marcada pel fenomen de la persistència visual que es basa en el fet que la sensació de lluminositat després d'una excitació lluminosa no desapareix immediatament, sinó que tarda un temps a desaparèixer (Exemple: quan apaguem un televisor, durant un instant de temps seguim veient la imatge en pantalla).
A partir d'aquest fenomen, es va extreure la Llei de Ferry-Porter, que, en funció del nivell de brillantor mitjana de l'excitació B, proporciona un llindar a partir del qual el sistema visual humà no aprecia pampallugues. 

S'ha demostrat que pel nivell de brillantor habitual en pantalles, aquesta freqüència de reproducció oscil·la entre els 40 i el 60 Hz.
En cinema la captació d'imatges es fa a 24 fotogrames/s i en televisió a 25 fotogrames/s. Així doncs, per no tenir flickering a la pantalla, hi hauria dues opcions:
- Gravar al doble de freqüència: més car.
- Enviar el doble de fotogrames: més amplada de banda.

La solució és el sistema d'exploració entrellaçada.

### Descripció
L'exploració d'una imatge es realitza de la mateixa manera que es llegeix un llibre, es divideix la imatge en línies horitzontals i es llegeixen de dreta a esquerra i de dalt a baix.
Primer es llegeixen les línies imparelles i després les línies parelles, obtenint així dos camps anomenats camp parell i camp senar. La proximitat entre línies consecutives fa que l'ull de l'espectador integri els dos camps com a imatges completes i obtingui la sensació que aquestes es van refrescant al doble de la freqüència real. Amb aquest mètode s'aconsegueix mantenir un cabal d'informació reduït, és a dir, una menor amplada de banda a transmetre, però suficient perquè en recepció tinguem la representació de les imatges sense que aparegui el fenomen de parpelleig (flicker).

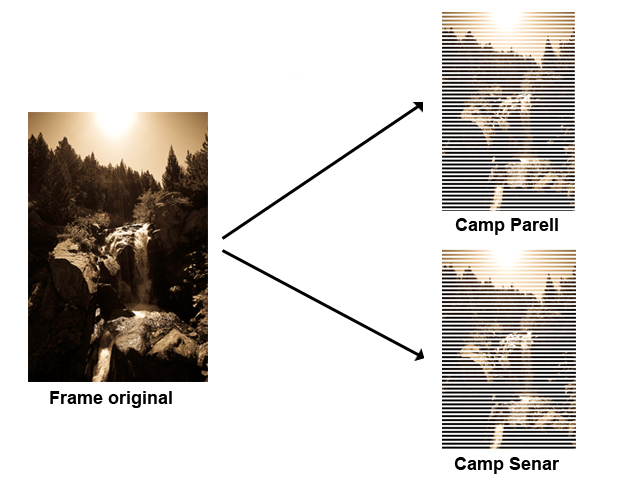
Fotograma dividit en dos camps

Això vol dir que cada frame o fotograma conté dos camps que s'exposen en dues passades de línies d'exploració alterna, on cadascun d'ells té una de cada dues línies horitzontals del fotograma. El fotograma complet sols es veu una vegada han recorregut el seu camí les línies d'exploració del primer camp i posteriorment les del segon. És important destacar que l'entrellaçat és tan sols un tret característic de la captura i reproducció de les imatges, no és un component estructural dels formats d'arxiu ni dels mitjans de reproducció.
Per entendre-ho millor, imaginem-nos que els dos camps inferiors estan integrats en la pantalla d'un televisor per on es passa una pel·lícula. Per cada fotograma de la pel·lícula primer cal que facin el seu recorregut progressiu les línies del Camp 1 i posteriorment les línies del Camp 2.

## Detalls tècnics

### Conceptes previs
Prèviament s'han de definir un parell de conceptes per a entendre per què s'utilitza l'exploració entrellaçada. Per una banda en un sistema d'entrellaçat és important determinar quina serà la seva definició horitzontal ({\displaystyle D_{H}}) i també cal esmentar la importància de la durada del temps de línia activa ({\displaystyle T_{AL}}). {\displaystyle D_{H}} és el nombre de cicles que caben a la pantalla per unitat d'amplada i es mesura en cpw (cicles per wide).{\displaystyle T_{AL}} és el temps necessari per a projectar una línia.

Les relacions que segueixen aquests conceptes són les següents:

On BW és l'amplada de banda del senyal rebut.{\displaystyle T_{AL}} alhora és el temps de línia real ({\displaystyle T_{L}}))és el temps de guarda ({\displaystyle T_{G}}), que per a casos aproximats es pot dir que:

Amb {\displaystyle f_{I}} la freqüència d'imatge i {\displaystyle N_{L}} el nombre de línies horitzontals.

El fet d'entrellaçar repercuteix, per tant, en la freqüència d'imatge dividint-la per un factor 2 (recordem que cada imatge es descompon en dues). És a dir, per a un sistema de 50Hz amb entrellaçat obtindríem una freqüència d'imatge de 25Hz. D'aquesta manera podem veure perfectament que l'amplada de banda resultant resulta ser la meitat que si no utilitzéssim entrellaçat (exploració progressiva).

### Implementació

Unió dels dos camps

Per tal d'obtenir un correcte entrellaçat dels camps, és necessari fer servir un senyal, que controli amb precisió la desviació del feix en el tub de raigs catòdics. Aquest tipus de senyals reben el nom de senyals de deflexió.

Els senyals de deflexió tenen forma de "dent de serra", on el període dels senyals coincideix amb el període de línia per la deflexió horitzontal i amb el període de camp per la deflexió vertical.
Aquesta desviació del feix de llum del tub de raigs catòdics és d'esquerra a dreta i de dalt a baix, corresponent el valor màxim del senyal amb la posició del feix a l'esquerra de la pantalla i el valor mínim amb la posició del feix a la dreta de la pantalla.
Per tal de mantenir la periodicitat del senyal d'escombrat que controla el feix, es va decidir que el nombre de línies d'una imatge ha de ser un nombre imparell. Així cada camp ha de tenir un nombre de línies completes més mitja línia addicional.

De manera que el primer camp acaba quan el senyal d'escombrat horitzontal es troba a la meitat de la pantalla, permetent que el feix de llum pugui tornar a l'extrem superior tot centrant-se en la pantalla. Aquesta primera mitja línia del segon camp començarà just per sobre de la primera línia del camp anterior, la segona línia es dibuixarà just entre la primera i segona línia del camp anterior, i així successivament; tot aconseguint una perfecta imbricació entre les línies dels dos camps.
Com que les transicions entre línies o camps no pot ser instantània, es va introduir el temps de guarda, per tal que el feix de llum tingui temps per tornar a la part esquerra de la pantalla. Durant aquest temps de guarda no es pot transmetre informació de luminància, és a dir, l'energia del feix ha de ser nul·la, de no ser així es podria observar el retorn del feix en pantalla.
Per tal de no malgastar l'amplada de banda s'aprofita el temps de guarda de línia per transmetre senyals de sincronisme de línia i una referència de fase de la portadora de la informació de croma, i el temps de guarda de camp s'aprofita per transmetre senyals de sincronisme de camp, teletext i senyals de prova.
El període de transició no és lineal, ja que les bobines de deflexió representen una càrrega inductiva que impedeix la commutació instantània del generador de dent de serra, de manera que apareixen unes oscil·lacions anomenades de Barkausen.
El temps de guarda de línia i de camp són diferents, en el sistema de televisió PAL són de 12 μsegons i 1'6ms, respectivament. Com que el temps de línia és de 64 μsegons, quedaran 54 μsegons per envair la informació de luminància.

### Altres conceptes
En televisió a més de la definició horitzontal, el temps de línia activa i el nombre de línies horitzontals existeixen altres paràmetres. Aquests són la relació d'aspecte (W/H) i la definició vertical ({\displaystyle D_{V}}).

La relació d'aspecte és una ratio adimensional que dona informació sobre les dimensions reals de la pantalla. W és l'amplada de la pantalla i H l'alçada. S'utilitza per a calcular la definició horitzontal i la definició vertical en funció d'una certa distància a la qual se situa l'observador (normalment sol ser de 6H amb una resolució ocular 1'). Usualment solen ser de 4:3 o bé de 16:9 (visió panoràmica).

{\displaystyle D_{V}}, anàlogament a {\displaystyle D_{H}}, és el nombre de cicles verticals que caben en una pantalla per unitat d'alçada i es mesura en cph (cicles per high). La definició vertical per a un sistema ideal hauria de ser de {\displaystyle N_{V}}/2 (és a dir, podria representar el nombre màxim de cicles verticals, sabent que el cicle mínim necessita dues línies per a representar-se). A la pràctica això no és així; s'ha de considerar el factor de Kell calculat com el nombre real de línies horitzontals representades ({\displaystyle N_{L}}) dividit entre la meitat del nombre de línies actives ({\displaystyle N_{AL}}). Per tant:

## Aplicació als sistemes de transmissió de TV
Pel que fa a la visualització d'imatges en la TV tradicional analògica, a Europa s'utilitza el sistema de TV PAL, mentre que als EUA, Japó i països com el nostre usen el NTSC. En aquest sistema es mostren un total de 30 imatges o fotogrames per segon. Cadascun consta de 525 línies. El sistema és entrellaçat, la qual cosa significa que cada imatge està format per dos camps independents: les línies parelles, que es dibuixen primer a la pantalla, i les línies senars (en els sistemes PAL i SECAM). Aquest traçat succeeix tan ràpid que l'ull humà difícilment ho percep, sobretot quan es transmet una imatge en moviment. Tanmateix, el format entrellaçat és inadequat per a la correcta exhibició de certes imatges estàtiques, especialment aquelles que contenen objectes amb línies horitzontals de poc gruix. L'aparició i desaparició dels camps parells i senars de la imatge causa aleshores un efecte visual de parpelleig d'aquestes línies horitzontals.
Com ja s'ha vist, les principals característiques que presenta l'exploració entrellaçada es poden resumir en: tecnologia àmpliament experimentada en el sistema PAL, millor resolució espacial per un determinat amplada de banda, menor amplada de banda, parpelleig (flicker) menys notable, però major complexitat de processament que l'exploració progressiva i no adequada per a pantalles de nou disseny (plasma, LCD, etc.).

## Inconvenients
El vídeo entrellaçat està dissenyat per ser enregistrat, transmès i mostrat en el mateix format, és a dir, entrellaçat. Donat que cada frame de l'entrellaçat està compost per dos camps capturats en diferents instants de temps, es pot donar el cas que allò que estem enregistrant es mogui prou ràpid per a aparèixer en diferents posicions quan cadascun dels camps és capturat; això causarà un desfasament de moviment. Aquesta alteració es podrà apreciar més fàcilment quan aturem la imatge o bé quan la freqüència a la qual es reprodueix és molt menor que la freqüència a la qual s'ha enregistrat.
Com que actualment les pantalles dels ordinadors utilitzen el sistema progressiu, en veure imatges enregistrades amb entrellaçat podrem observar efectes no desitjats. Habitualment, quan s'ha d'editar un vídeo, emprem un ordinador, així doncs, a menys que utilitzem un hardware específic per poder veure correctament la imatge, no aconseguirem tenir una percepció real de com es veurà el vídeo quan s'emeti per televisió.
Pel que fa als efectes no desitjats, podem trobar 4 casos diferents:
- El primer inconvenient és que en les transicions verticals s'aprecia un lleuger parpelleig, aquest efecte es coneix com a vibració interlínia (interline Twitter), que consisteix en el fet que en els extrems horitzontals s'aprecia un efecte de parpelleig de freqüència meitat del quadre.

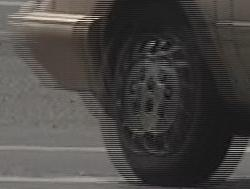
Efecte "pinta"

- Un altre efecte, és el d'arrossegament de línia (Line Crawl). Aquest ve donat per la diferència de temps en l'enregistrament de les imatges en diferents instants de temps, la qual cosa pot donar la sensació que els contorns s'estan desplaçant en sentit vertical, quan realment la imatge roman estàtica.
- El principal inconvenient és la pèrdua de resolució vertical respecte la que s'obté amb el mateix nombre de línies si s'utilitza l'exploració progressiva. Aquest fet va ser experimentalment provat per Kell.
- L'efecte pinta es dona perquè els camps entrellaçats estan poc correlacionats, és a dir, l'entrellaçat no és correcte. El que passa en aquest cas és que veiem la diferència entre els dos camps al contorn de la figura.

Tot i aquests inconvenients, l'exploració entrellaçada es pot considerar una gran fita sense la qual no hagués estat possible o hauria estat difícil, dur a terme la transmissió d'imatges de televisió en el moment que van començar les primeres emissions.

## Avantatges
La implementació del model entrellaçat va venir motivada per la necessitat de transmetre imatges amb resultat òptim i respectant les restriccions d'amplada de banda.
Calia doncs complir una premissa complicada: enviar suficient informació per emetre amb una cadència d'imatges que no fes visible el parpelleig i evitar que l'amplada de banda s'excedís (problema que s'accentuava amb l'aparició de les imatges en color). L'entrellaçat fou una gran solució com a resposta a aquestes limitacions.
- L'amplada de banda (normalment mesurat en MHz en cas del vídeo analògic i taxa de bits en el cas de sistemes digitals) es redueix en un factor de dos respecte als sistemes progressius i per un determinat nombre de línies i freqüència de refresc.
- L'altre gran avantatge és la fluïdesa de moviment; en un partit de futbol per exemple si desentrellacem el senyal apreciaríem fàcilment falta de fluïdesa.

## Present i futur
Actualment, el problema del parpelleig s'ha solucionat d'una manera diferent, s'utilitzen memòries que emmagatzemen la imatge completa i posteriorment, la repeteixen els cops necessaris, aconseguint un major refresc de la imatge.
Dues tècniques que es fan servir dins l'àmbit domèstic són:
1. Repetir dues vegades cada camp però continuar efectuant l'exploració entrellaçada, per tant, en un sistema com el PAL on es reprodueixen 50 camps per segon, s'arriben a obtenir 100 camps per segon.
2. Emmagatzemar la imatge sencera per representar-la posteriorment sense efectuar exploració entrellaçada, és a dir, emmagatzemem els dos camps entrellaçats i els ajuntem per representar-los dues vegades, per tant, obtenim 50 imatges per segon.

Aquesta però no és una bona solució, ja que la imatge està explorada de manera entrellaçada i no evitem amb aquesta tècnica els inconvenients d'aquest tipus exploració.
Avui en dia però, amb l'aparició i introducció de la televisió digital, aquest sistema anirà perdent força al mercat. L'amplada de banda necessària per emetre un programa per exemple, ja no té res a veure amb el que es requeria amb sistemes analògics. Així doncs, podem enviar imatges progressives a 50/60 imatges per segon.
D'aquesta forma ens beneficiarem dels avantatges del sistema progressiu que a grans trets serien:
- Qualitat cinematogràfica sense parpelleig (flickering).
- Compressió més eficient.
- Bit-rate menor per una bona qualitat d'imatge.
- Màxima facilitat de conversió bidireccional de la resolució.
- Màximes facilitats per a reduir el soroll.
- Totalment compatible amb la nova generació de pantalles (Pantalla de plasma, LCD, FED, ILA, D-ILA…)
- Millor resolució vertical percebuda (factor Kell).

## Entrellaçat i pantalles
En la pantalla de televisió l'efecte de parpelleig és suportable, tot i que es percep en determinades condicions. Fa pocs anys que existeixen altres televisors amb una freqüència de quadre més alta. Donat que l'emisora continua enviant el mateix, el que es fa és repetir-ho dos cops en la meitat de temps, per la qual cosa ara el parpelleig resulta quasi indetectable.
En informàtica es va començar amb imatges entrellaçades donat que s'aprofitaren els desenvolupaments bàsics que s'havien dut a terme en les pantalles de televisió. Però com que se solen passar moltes hores davant la pantalla de l'ordinador, de seguida es va percebre que el parpelleig produïa fatiga. La primera millora consistí a augmentar la freqüència de quadre (dels 60 originals -pels orígens americans- es va passar als 75 o fins i tot als 100 o 120 Hz). A més, s'utilitza l'exploració no entrellaçada, amb la qual cosa es milloren les condicions de visualització. Així, actualment quasi totes les pantalles d'ordinador es fabriquen per funcionar amb exploració no entrellaçada i amb freqüències de refresc elevades.
Així doncs, en una pantalla d'ordinador, s'empra el sistema de vídeo no entrellaçat o també anomenat d'exploració progressiva. En aquest cas, les línies de cada fotograma s'exposen en un sol recorregut, que va de dalt fins a baix, i la imatge apareix progressivament a mesura que el recorregut lineal avança.
Tanmateix, hi ha tipus de pantalles, com per exemple les LCD, que no tenen aquesta casuística que s'ha comentat, doncs els punts estan constantment il·luminats. Això no treu, però, que presentin altres problemes.

## Entrellaçat i ordinadors
A la dècada dels 70, es va començar a utilitzar els sistemes de TV per a ordinadors i videojocs com a monitors. Fins al moment el senyal NTSC de 480 línies cobria molt més enllà de les capacitats gràfiques dels ordinadors, de manera que aquests sistemes varen començar a utilitzar un senyal de vídeo més senzill: escanejar progressivament. Per tant, això va implicar una redefinició en els senyals que per al cas de NTSC va ser 240p i per al PAL de 288p. Mentre per als equips domèstics es podia generar aquest tipus de senyals, els organismes reguladors van prohibir la difusió en aquest tipus de format. Els monitors estàndards com els CGA eren simplificacions del NTSC, el qual millorava la imatge ometent la modulació del color i permetent més connexions directes entre els sistemes gràfics i el tub de raigs catòdics (CRT en anglès).

A mitjans dels 80 aquests sistemes van començar a quedar obsolets per als monitors. La companyia Apple amb el seu model Apple IIGS va tenir moltes dificultats per emprar el sistema antic en altes resolucions (640x200) que deformava notablement la imatge real (per l'efecte de no tenir píxel quadrat). Ja que no eren sistemes per a difusió, l'amplada de banda no era una limitació i, per tant, es podia passar la barrera establerta per NTSC o PAL. Apple va treure la seva versió de 342p i EGA per a IBM el seu de 350p. L'empresa Amiga va crear un senyal NTSC (com una variació del  RGB) i això va fer que Amiga dominés la producció de video fins a metitats dels 90. Però el fet d'utilitzar exploració entrellaçada va comportar problemes de flickering per a aplicacions típiques de PC. El 1987 els ordinadors es van estandarditzar amb VGA i Apple va trigar una mica més fins que l'estàndard de VGA va adaptar-se a la versió estàndard de 24 bits de color (també introduïda el 1987).

A finals dels 80 i principis dels 90, els fabricants de monitors i de targetes gràfiques van innovar amb un sistema que de nou utilitzava el sistema d'exploració entrellaçada. Aquests monitors funcionaven amb freqüències més altes, cosa que alleugeria el flickering. En el seu moment foren impopulars; mentre els problemes de parpelleig no eren tan evidents al principi, el cansament de la vista i la falta d'atenció es van convertir en un problema greu. Els fabricants immediatament van desistir amb l'entrellaçat i la resta dels anys van haver de donar garantia que els seus monitors eren "sense-entrellaçat". Aquest motiu és pel qual la indústria dels fabricants d'ordinadors està en contra de l'exploració entrellaçada a la televisió d'alta definició HDTV i pressiona per l'estàndard de 720p. També la indústria està pressionant per a sistemes més enllà del 720p; en concret per als països amb NTSC el model 1080/60p i per als països amb PAL el de 1080/50p.